# دايتشي هاكاكو
دايتشي هاكاكو (باليابانية: 八角 大智) (15 أبريل 1992 في طوكيو في اليابان – )؛ هو لاعب كرة قدم ياباني سابق كان يلعب كمدافع.

## وصلات خارجية
- دايتشي هاكاكو على موقع رابطة كرة القدم اليابانية للمحترفين (اليابانية)
- دايتشي هاكاكو على موقع قاعدة بيانات كرة القدم.إي يو (الإنجليزية)
- دايتشي هاكاكو على موقع Soccerway.com (الإنجليزية)